# Хорімія
Хорімія (яп. 堀さんと宮村くん, Hori-san to Miyamura-kun, "Хорі та Міямура") — японська манґа, яку написав Адачі Хірокі, відомий за псевдонімом Hero. Він викладав її як вебкомікс на власному сайті, Dokkai Ahen, з лютого 2007 року по грудень 2011 року. Вона мала формат йонкоми. Серію вебкоміксів надрукувала і видала компанія Square Enix, усього цю серію було видано у десятьох томах танкобон під імпринтом Gangan Comics з жовтня 2008 року по грудень 2011 року. Додаткові розділи були зібрані в 15 томів та видавались з липня 2012 року по липень 2021 року під назвою Hori-san to Miyamura-kun Omake (яп. 堀さんと宮村くん おまけ).
Хаґівара Дайске адаптував серію під наглядом Hero, ця адаптація була названа Хорімія (яп. ホリミヤ, Horimiya), та видавалась у Monthly G Fantasy з жовтня 2011 року по березень 2021 року, та була зібрана у шістнадцять томів. Сімнадцятий том із новими розділами вийшов у липні 2023 року. Українською мовою «Хорімію» видає видавництво Nasha idea. Англійською мовою «Хорімію» видає Yen Press.
Оригінальну манґу, «Хорі та Міямура» було адаптовано як серію OVA, що виходила з вересня 2012 року по травень 2021 року. «Хорімію», адаптацію Хаґівари Дайске, було адаптовано як однойменний аніме-телесеріал студією CloverWorks. Серіал виходив з січня по квітень 2021 року. Прем'єра дорами та фільму по манзі відбулась у лютому 2021 року. Другий сезон аніме-серіалу, Horimiya: The Missing Pieces (яп. ホリミヤ -piece-), виходив з липня по вересень 2023 року.